# Beris heptapotamica
Beris heptapotamica är en tvåvingeart som beskrevs av Pleske 1926. Beris heptapotamica ingår i släktet Beris och familjen vapenflugor. Inga underarter finns listade i Catalogue of Life.